# Oscar Casanovas
Oscar Casanovas (født 15. maj 1914, død 1987) var en argentinsk bokser som deltog i de olympiske lege 1936 i Berlin.
Casanovas blev olympisk mester i boksning under OL 1936 i Berlin. Han vandt guld i fjervægt da han i finalen besejrede sydafrikanske Charles Catterall. Der var 24 boksere fra 24 lande som stillede op til disciplinen som varede fra den 11. august til 15. august 1936.